# مقبرة مننا

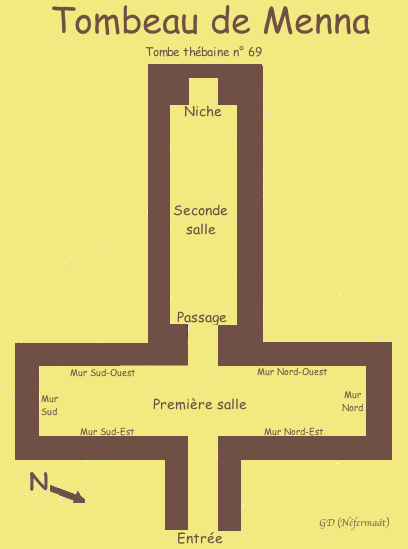
مخطط مقبرة مننا

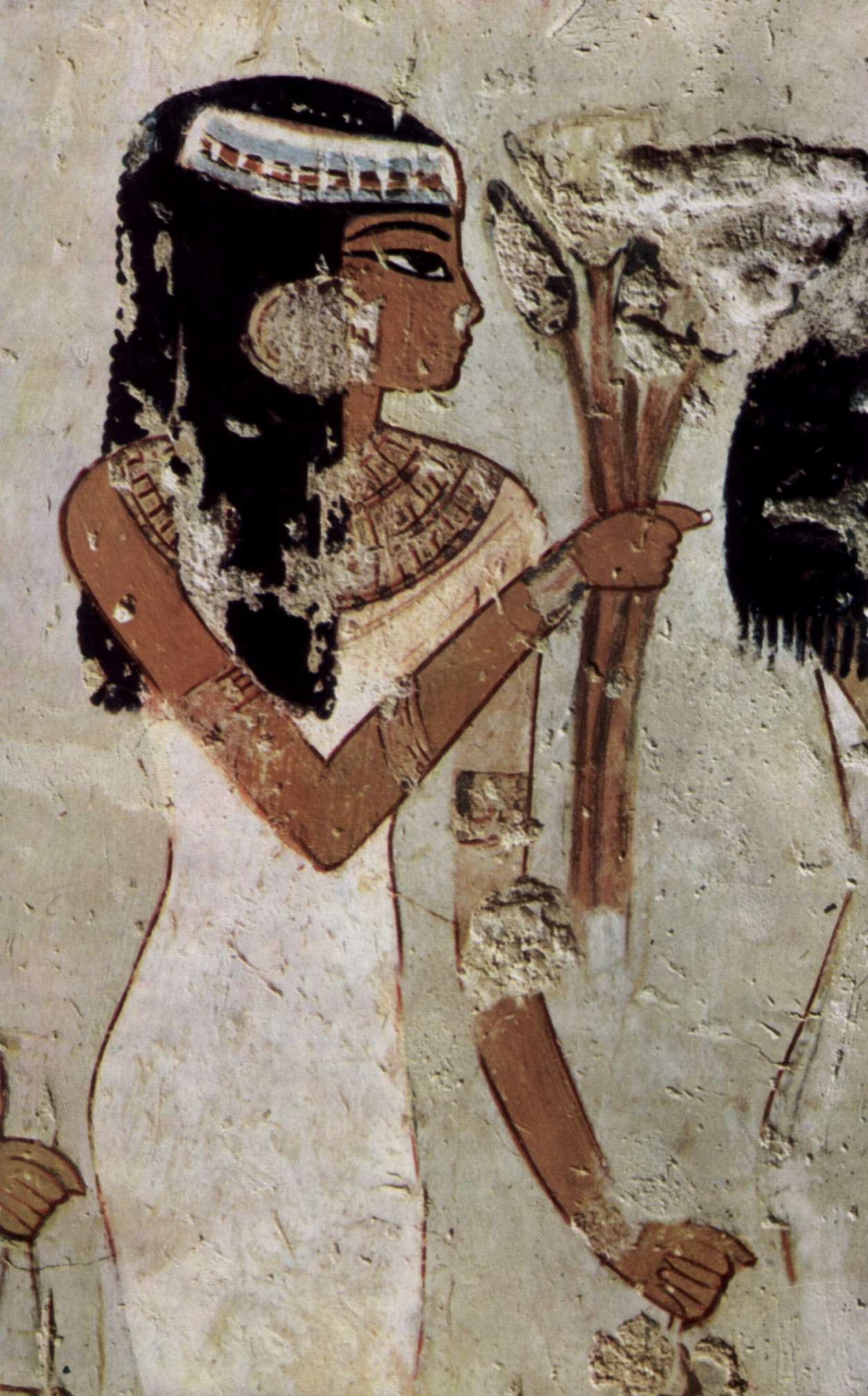
من جداريات مقبرة مننا

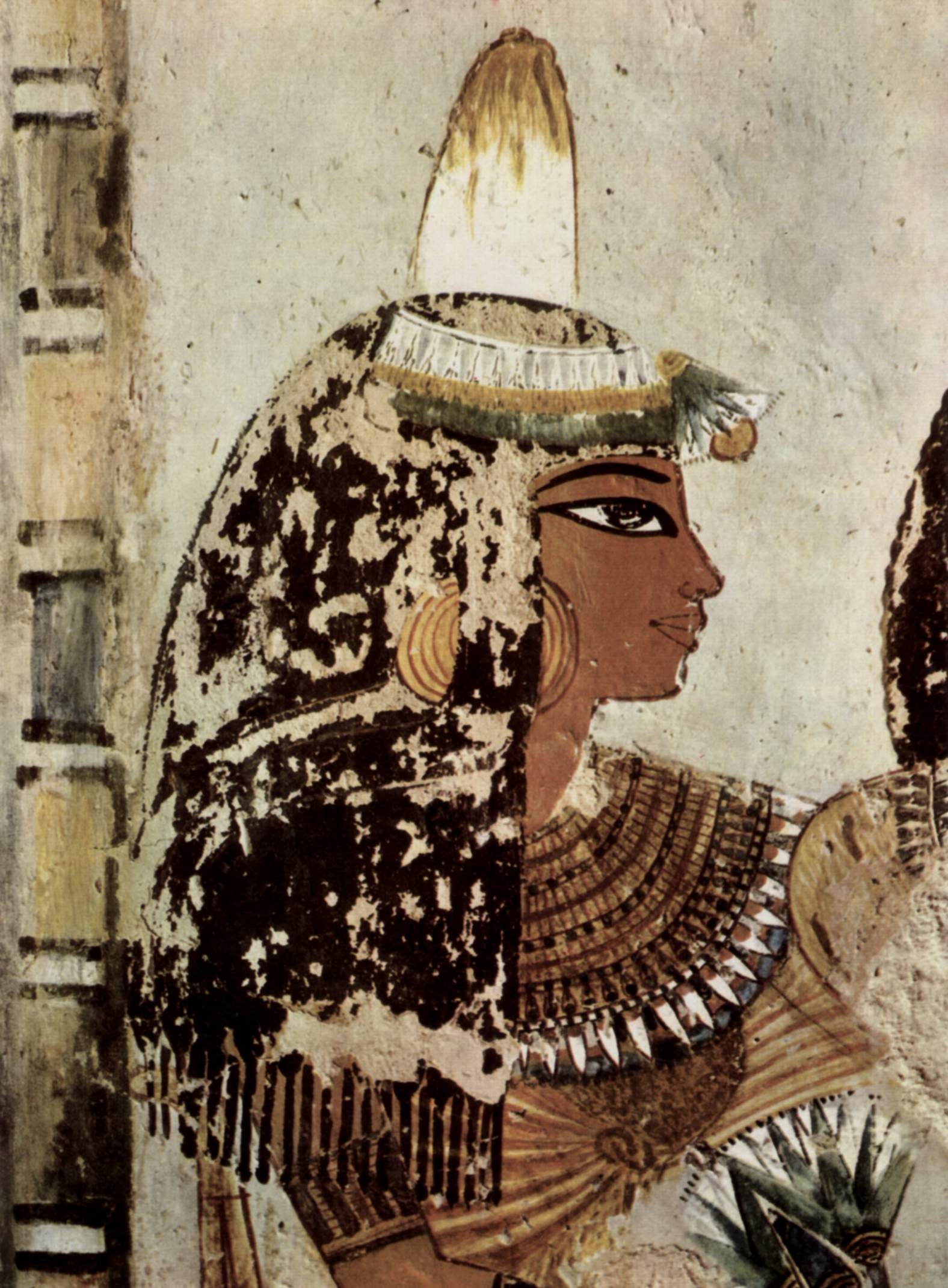
مقبرة مننا

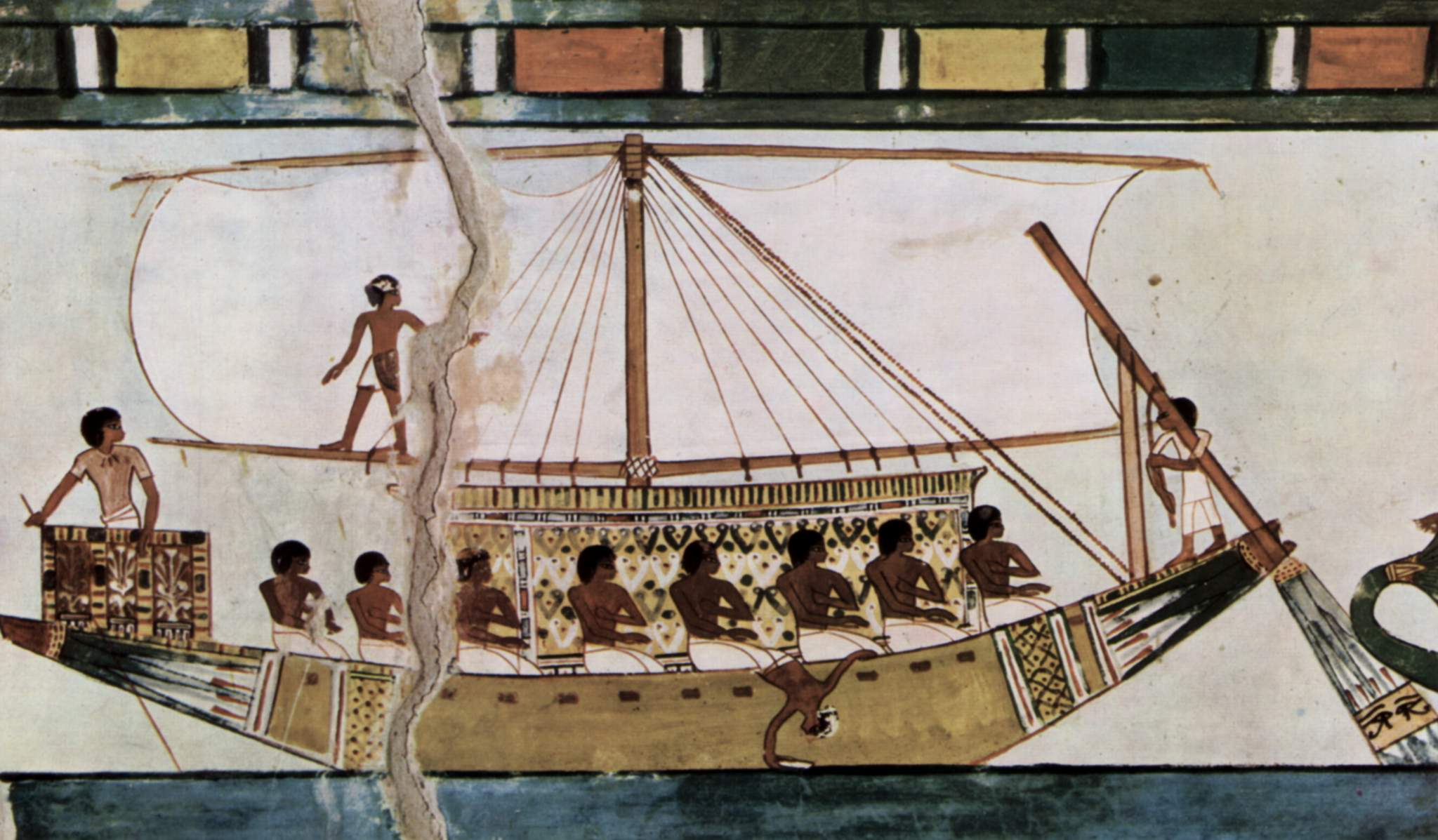
لوحة جدارية، مقبرة مننا

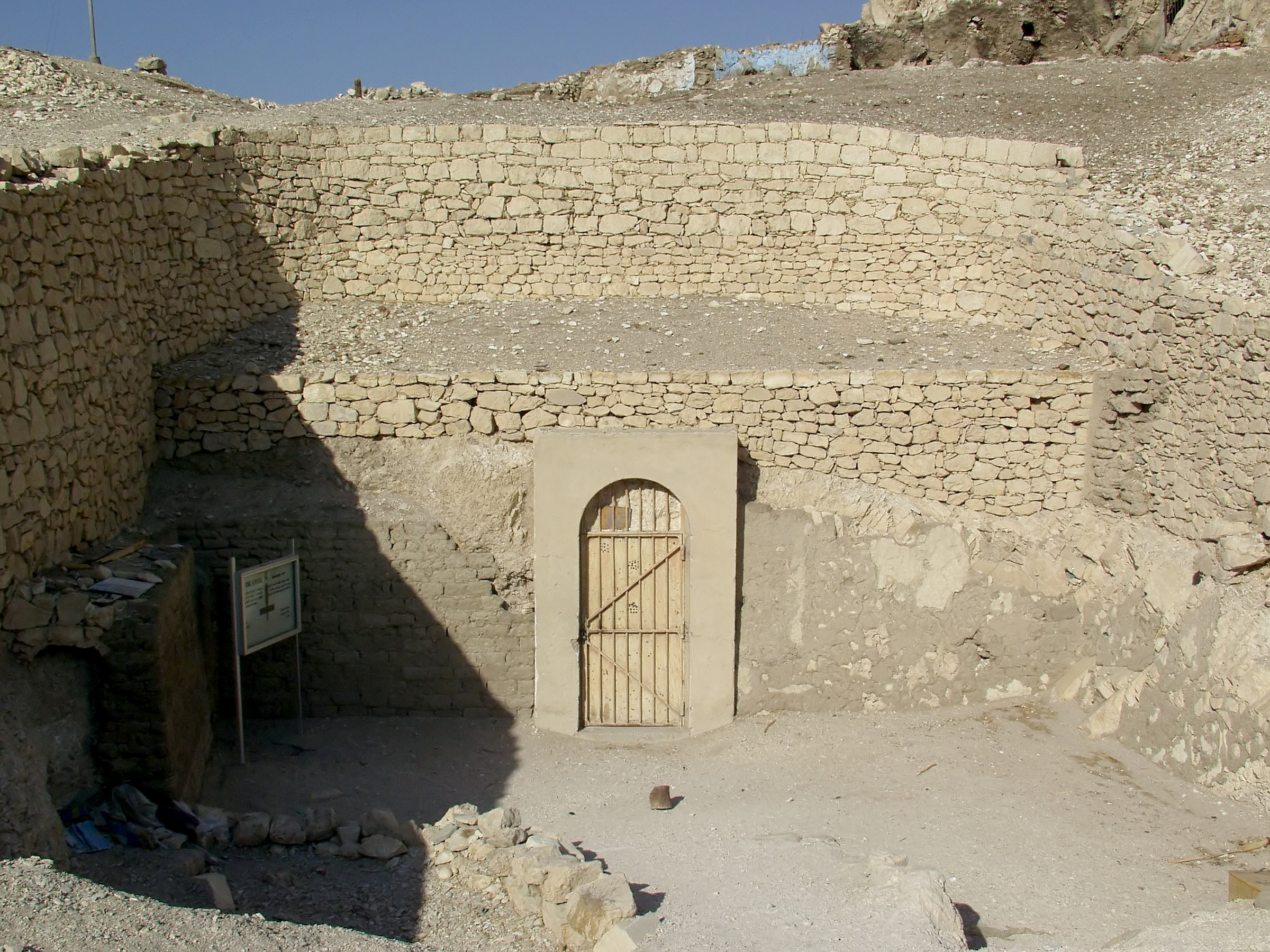
مدخل مقبرة مننا

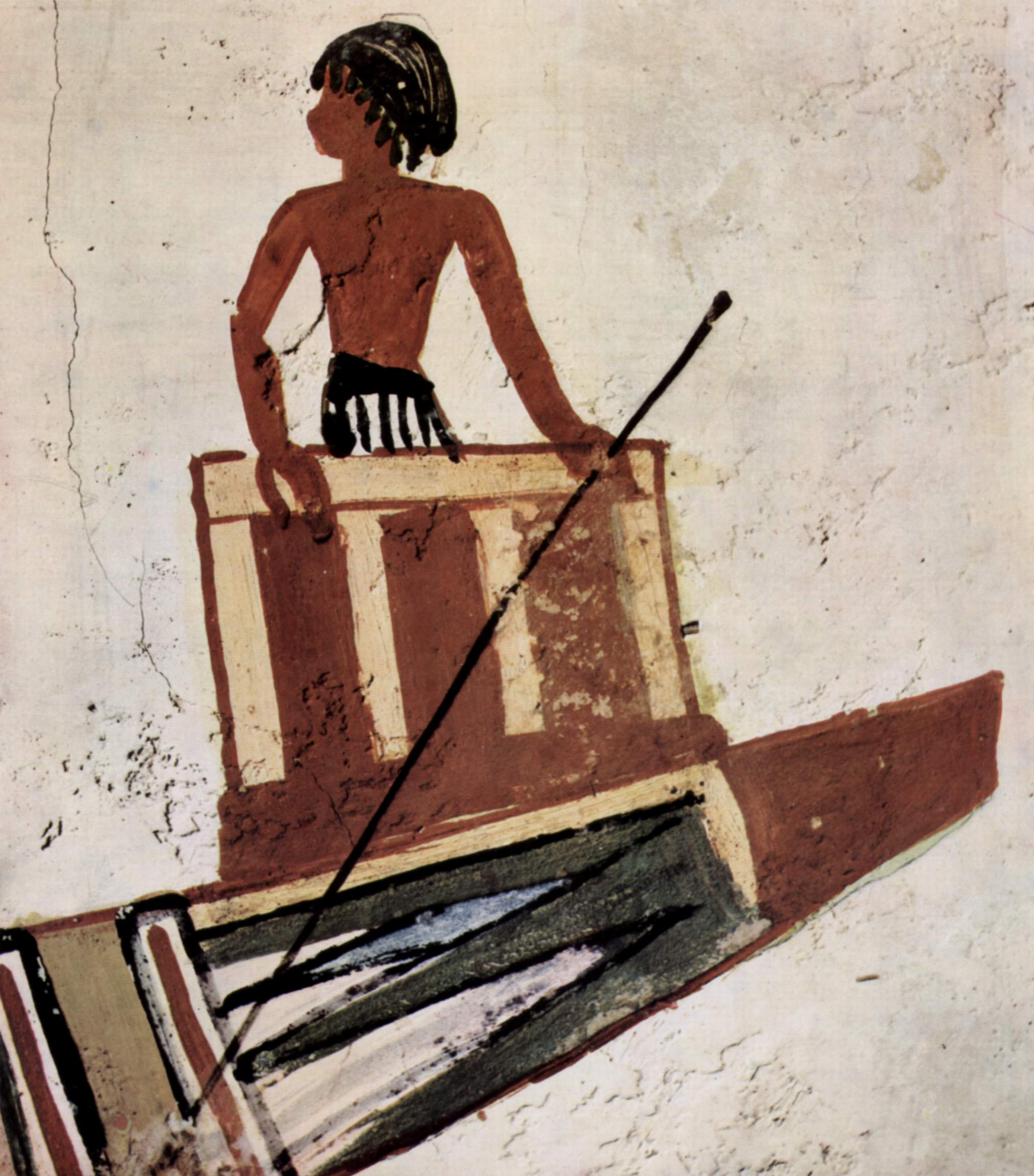
من مقبرة مننا

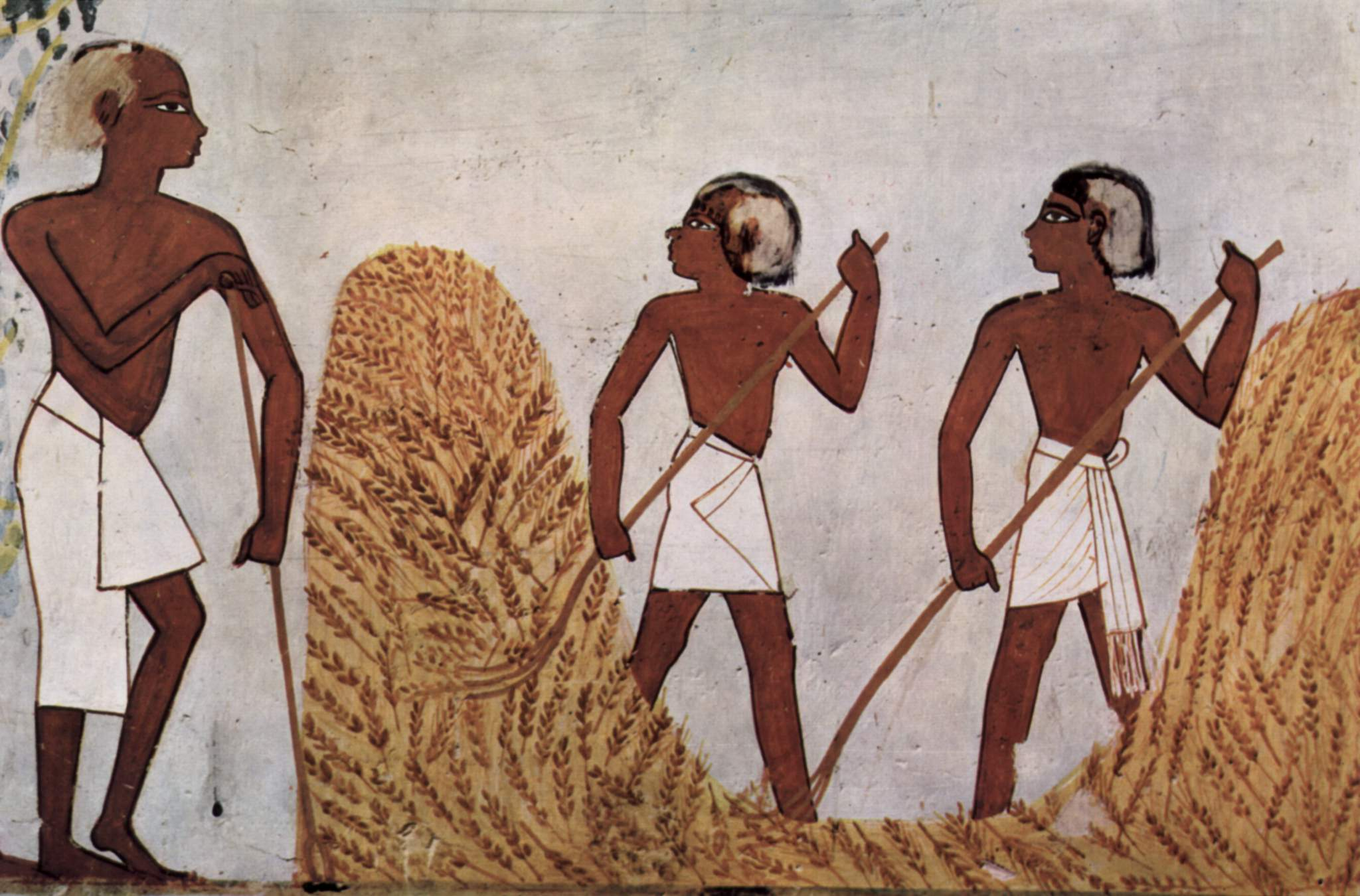
حرث الأرض وبذر الحبوب، وزراعة الكتان وتمشيطه.

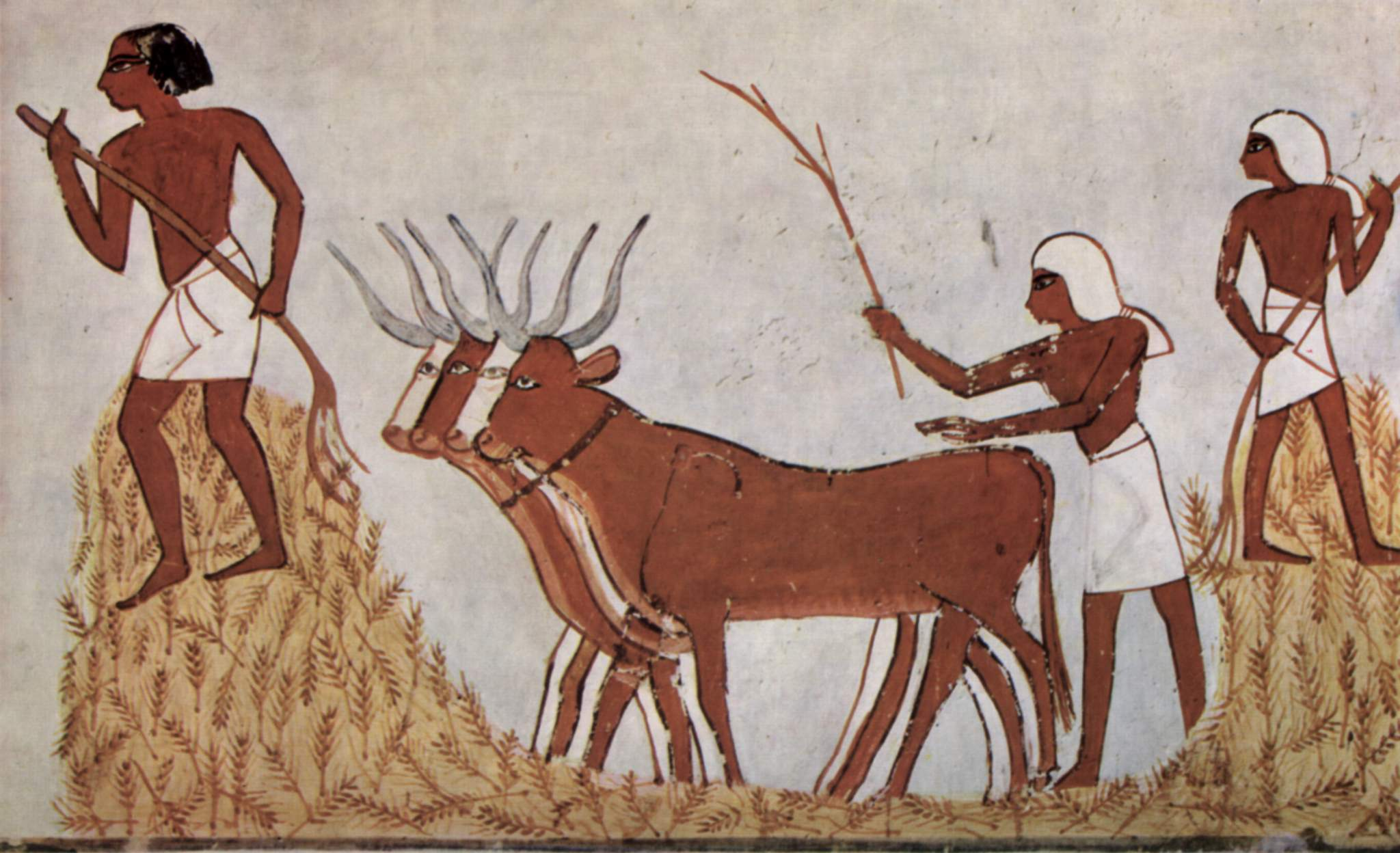
حرث الأرض وزراعة الكتان.

مقبرة مننا، رقم (TT69) ، خاصة بشخص يدعى «مننا» (بالإنجليزية: Menna)‏ كان كاتباً للحقول الملكية في عهد «تحتمس الرابع» أيضاً. ويظن الناس العامة أن مقبرته هي مقبرة وزير الزراعة لأن معظم مناظر هذه المقبرة تدور حول الزراعة من حرث الأرض وبذر الحبوب، وزراعة الكتان وتمشيطه، ومناظر الحصاد، وبعض مناظر البحر والبر، كل هذا بإشراف «مننا».

## تخطيط المقبرة
اتخذت هذه المقبرة الأسلوب المعمارى لمقبرة كبار رجال الدولة في الدولة الحديثة، فهى تتكون من مدخل يوصل إلى صالة عرضية توصل بدورها إلى صالة طويلة تنتهى بنيشة (فجوة) التمثال. كان مننا كاتبا لحقول سيد الأرضين لمصر العليا والسفلى ويحتمل انه عاش أيام الملك تحتمس الرابع ويبدو واضحا من مناظر المقبرة انه كان له عدو يضمر له الحقد والكراهية، فقد استطاع هذا العدو بعد موته من الوصول إلى مقبرته وشوه وجه مننا وأتلف عينيه وذلك في أغلب المناظر التي تمثله على جدران المقبرة حتى لا يرى مايقدم اليه وبالتالى فلا ينعم به في العالم الآخر وحتى لا يلاحظ أعمال الفلاحة في الحقول أو يتابع جنى المحصول أو ينعم برياضة صيد الأسماك أو الطيور، ويبدو ان المصرى القديم قد اعتقد بالفعل في فاعلية هذه الطريقة في العالم الآخر كما فعل اتباع الملك تحتمس الثالث من قشط وإزالة وتشويه لأسماء وصور الملكة حتشبسوت وذلك للقضاء على اعدائه وحرمانهم من الساعدة الضرورية في العالم الآخر. تخطيط المقبرة عبارة عن:
- فناء خارجى «الفناء المفتوح»
- صالة مستعرضة.
- صالة طولية.
- النيشة «تمثال صاحب المقبرة وزوجته».

الصالة العرضية:
وهي آخر جزء في المقبرة، وهي لا زالت تحت التجهيز حيث لم تجهز أرضيتها للسماح بدخولها لذلك الصالة مغلقة ومن خلال الصالة المستعرضة تنظر على مناظر الصالة الطولية من الخارج؛ لذلك تم وضع أهم مناظر الصالة الطولية في لوحة خارج المقبرة «أمام المقبرة في الجانب الأيسر للداخل» توضح للزائر المناظر التي لن يتمكن من رؤيتها داخل المقبرة. وهناك أربعة صفوف من المناظر يشاهد مننا وهو يشرف على مسح حقولة في الصف الأعلى، ويلاحظ الحبل الذي يستخدمه العمال في تحديد مساحة الأرض المزروعة كما يجب ملاحظة رئيس العمال الواقف وراء التقدمات وأحد العمال يتوسل اليه وذلك بتقبيل إحدى قدميه، ثم يشاهد مننا في نهاية الصف الأعلى واقفا داخل مظلة يراقب سفنه ومما يجدر ملاحظته عقاب أحد العمال امام مننا فنراه منبطحا على الأرض ويهم رئيسه بضربه بالعصا. ويرى في الصف الثانى مناظر مختلفة منها عربة مننا بحصانها الجميل الواقفة في انتظاره ثم منظر كيل القمح والكتبة وهم يسجلون مقاديره، يلى ذلك منظرا لمننا واقفا داخل مظلة ويحضر له أحد الأتباع محنيا المرطبات في قدرين موضوعتين في شبكتين مصنوعتين من الخيوط يتبع ذلك منظر تذرية القمح وآخر لدهس القمح بواسطة مجموعة من الأبقار. وتمثل مناظر الصف الثالث حصاد وجنى وحزم ونقل القمح ونلاحظ هنا الفتاتين المتشاجرتين وتشد كل منهما شعر الأخرى ومنظر الرجل الجالس تحت ظل شجرة يضرب على الناى وآخر استولى عليه التعب فأخذته سنة من النوم. اما مناظر الصف الرابع فتمثل الحرث والبذر ويلاحظ صورة الفتاة التي تحاول ان تخرج شوكة من قدم زميلتها. ويشاهد في بداية الصفين الثالث والرابع (مهشم الآن) لمننا وأمامه بنتين من بناته على رأس كل منهما تاج طريف وتحمل كل منهما السلاسل الحتحورية. تمثل مناظر الجدار الضيق على اليسار مننا وخلفه زوجته يتعبد للإله اوزيريس رب الموتى الجالس في مقصورته لابسا تاج الآتف ممسكا بإحدى يديه العصا المعقوفة «الحكا» وبالأخر المذبة «نخا» ولون وجهه باللون الأسود رمز ارض مصر الخصبة ولبس ردائه الأبيض. كما يشاهد أيضا على نفس الجدران بعض الاتباع وهم يحملون باقات الأزهار والتقدمات، اما مناظر الجدار المواجه للداخل إلى اليسار فأغلبها مهشم ويمكن رؤية بقايا منظر لمننا وزوجته وبعض معارفه. نتجه الآن إلى النصف الآخر من الصالة العرضية يشاهد على نفس جدار المخل على اليمين المنظر التقليدى لمننا امام التقدمات المختلفة وتتبعه زوجته وبعض من ابنائه وبناته ثم مناظر لحاملى التقدمات والأزهار، ويوجد على الجدار الضيق على اليمين منظر يمثل لوحة عليها مناظر مزدوجة تمثل الإله انوبيس امام اوزيريس واحدى ألهات الغرب على اليسار والإله رع حور آختى والألهة حتحور إلى اليمين ثم منظر لبعض الأقارب ثم مننا وزوجته يتعبدان، وهناك على الجدار المواجه للداخل على اليمين منظرا لمأدبة يجتمع فيها كل من مننا وزوجته ومجموعة من الضيوف في الصفين.

## وصف المقبرة
الصالة الطولية:
بالانتقال إلى الصالة الطولية يشاهد على الجدار الذي على يسار الداخل مناظر لحاملى التقدمات والقرابين والأثاث الجنائزى وبعض الزوارق منها ما يحمل الأثاث الجنائزى ومنها ما يحمل اقارب المتوفى من النساء وهم في حزن شديد وهناك الزورق الذي يحمل الناووس الذي بداخله تابوت المتوفى إلى الاله انوبيس اله الجبانة، يلى ذلك منظر وزن القلب يشاهد مننا ومعه جحوتى يسجل وزن القلب امام الاله اوزيريس وهناك الميزان ويشاهد على إحدى كتفيه قلب مننا وعلى الكفة الأخرى تمثال صغير لآلهة الحق ماعت ويلاحظ ان العدو قد اتلف الميزان وعين الشخص الذي يمسك بكفتيه وذلك لكى لا ينجو مننا من حساب الآخرة. وإذا نظرنا إلى الجدار الآخر على اليمين يشاهد الرحلة المقدسة إلى ابيدوس وبعض الطقوس التي تقام امام المومياء ثم يتبع ذلك المنظر الشهير لصيد الطيور والأسماك في مستنقعات البردى ويلاحظ ابنة مننا وهي تنحنى في رشاقة من حافة القارب الذي بداخله والدها لتقطف إحدى براعم اللوتس كذلك التمساح التقليدى الذي يمسك سمكة والنمس الذي يحاول سرقة اعشاش الطيور. ثم يلى بعض المناظر التي تمثل اقارب المتوفى وهم يقدمون له ومعه زوجته التقدمات المختلفة. ثم نتجه إلى حائط الضيق في مواجهة الداخل في نهاية الصالة الطولية حيث توجد نيشة التمثال ويلاحظ مناظر حاملى التقدمات على جانبى النيشة. يجب ألا ننسى قبل مغادرة هذه المقبرة من مشاهد سقفها الذي يتميز بألوانه الجميله ومتابعة طرز الملابس وأدوات الزينة الواضحة في كل منظر من مناظر المقبرة.
كما هو معروف عن وظيفة «منا» انه المشرف على الضياع الملكية والمسئول الأول عن الأموال والضرائب المحصلة، كل ذلك جعل «منا» يتفاخر بوظيفته بدرجة كبيرة لذلك مثل الحمال وظيفته داخل المقبرة. حيث مثلها على الجدار الشرقى في الجانب الجنوبى على يسار الداخل. تبدأ المهام كالآتى:
- عملية الحرث: حيث نرى مجموعة من الثيران تحرث الأرض.
- عملية العزق: مجموعة من الفلاحين تعزق في الأرض من أجل بذر بذور القمح.
- عملية الحصاد: مجموعة من الفلاحين ممسكين بأداة مستديرة يحصدون بها القمح.
- عملية نقل المحصول: بعد حصاد القمح يتم وضعه في شوايل ثم نقله ووضعه في أكوام.
- عملية التزرية: وهي فصل الحبوب عن القش و هي تتم على مرحلتين:

| mn · n · Y1 | n · A |

| mn · n · Y1 | n · A |

أ‌. يقيمون بتمشية الثيران على القمح فنرى رجل ممسك بغصن شجرة يقود الثيران لكى تمشى على السنابل فتهرسها فتفصل الحب عن القشرة وهناك شخصان آخرين ممسكن بشوك يحركون السنابل كمية بكمية تحت أرجل الثور حتى يهرسها.
ب‌. بعد تمشية الثيران يقومون بمسك القمح ونثره في الهواء فتنزل حبوب القمح والقش يطير فيصبح لديهم كون من القمح.
- عملية وزن المحصول «التكييل»: يبدأون بوزن القمح وهناك مجموعة من الكتبة يسجلون هذا القمح ومقداره من الوزن. بالإضافة إلى ذلك، نجد مجموعة أخرى من الكتبة يحسبون ويقيدون الضرائب حيث هذا القمح عليه مقدار معين من الضرائب وإن لم يدفع الضرائب سنرى فيما بعد ما سوف يتعرض له من عقاب.